# Kutagandok
Kutagandok is een bestuurslaag in het regentschap Karawang van de provincie West-Java, Indonesië. Kutagandok telt 8080 inwoners (volkstelling 2010).